# Улица Парижской Коммуны (Иваново)
У́лица Пари́жской Комму́ны — находится в западной части города Иванова по направлению на Ярославль. Располагается во Фрунзенском районе. Берёт начало от Павловского оврага и идёт до железнодорожного переезда дороги Иваново — Москва. Продолжением её является 1-я Балинская улица. В 1950 году к ней присоединена улица Декабристов. В 1962 году по улице пущен троллейбус. Застроена домами от 1 до 9 этажей. Протяжённость 4,2 км.

## Происхождение названия
Названа в 1940 году в честь революционного правительства Франции 1871 года — Парижской коммуны.

## Здания, объекты
- дом 5 — Ивановская городская больница № 1, бывшая Небурчиловская больница.
- дом 5а — Областная станция переливания крови
- дом 7 — городская баня № 5
- дом 16 — АО РИАТ, бывший авторемонтный завод
- дом 44 — школа № 39
- дом 54/36 — дом профессуры ИГЭУ
- дом 56 — общежития № 3 и № 4 ИГЭУ
- дом 58 — общежитие № 1 и профилакторий ИГЭУ
- дом 60 — школа № 35
- дом 62 — Хлебокомбинат № 4
- дом 62А — автозаправочная станция «Владимир-ОПТОН»
- дом 86 — производственный корпус ОАО «Полёт»
- дом 143 — Пивобезалкогольный комбинат «Ивановский», позже ЗАО «Ивановская пивоваренная компания», в настоящее время входит в САН ИнБев
- дом 145 — МУП «Ритуал»
- воинская часть 62295 98-й гвардейской воздушно-десантной Свирской Краснознамённой ордена Кутузова дивизии
- парк имени Хрущёва

Основную часть составляют нежилые здания (промышленные, торговые, образовательные, медицинские). В 2010 году через Павловский овраг построен путепровод, который связал улицу с Большой Воробьёвской улицей и значительно улучшил движение в объезд центра города. На строительство путепровода городским бюджетом было выделено более 58 млн руб.

## Транспорт
- Автобус — 8
- Троллейбус — 10

## Фотографии
- В районе РИАТа
- В районе Павловского оврага на пересечении с Большой Воробьёвской улицей
- В районе хлебокомбината
- Пруд Козье болото в парке им. Хрущёва